# Oreobates discoidalis
La rana zancuda panza oscura (Oreobates discoidalis) es una especie del género Oreobates (Jiménez de la Espada, 1872), perteneciente a la familia de anfibios Strabomantidae. Es un taxón endémico de las selvas de las yungas del  noroeste argentino, y su prolongación en el sur de Bolivia.

## Distribución
Se lo encuentra en Bolivia entre los 950 y los 2200 m s. n. m. en los departamentos de: Tarija, Chuquisaca, y Santa Cruz; y en el noroeste de la Argentina entre los 700 y los 1200 m s. n. m. en las provincias de: Salta, Jujuy, y Tucumán, tal vez también en Catamarca.

## Hábitat
Su hábitat natural es la selva de las yungas, con registros marginales en sectores colindantes del sector occidental del Chaco seco.

## Costumbres
Es poco lo que se sabe de esta especie; posiblemente se alimenta de insectos.

## Reproducción
Se reproduce directamente en tierra, en la hojarasca de los bosques montanos húmedos, colocando los huevos en lugares húmedos y protegidos, por ejemplo bajo troncos en el suelo del bosque, desarrollándose directamente allí. Sus huevos son pocos y de tamaño grande.

## Conservación

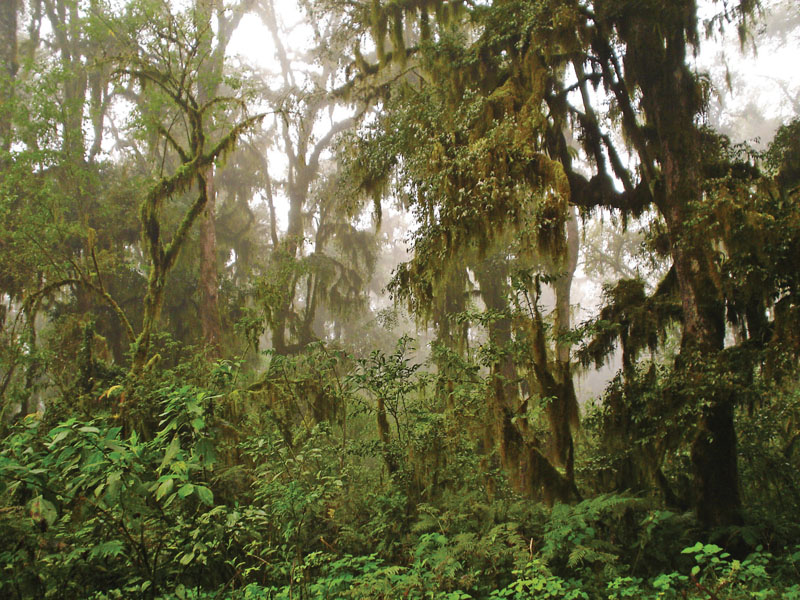
Bosque húmedo montano, el ecosistema en que habita esta especie.

No puede adaptarse a las perturbaciones antropogénicas intensas como la tala intensiva y la ganadería. Está amenazada también por la fuerte destrucción del hábitat selvático para la agricultura y la extracción de madera. Puede tolerar una pequeña cantidad de alteración de su hábitat pudiéndosela encontrar en los claros en las laderas, así como en las cunetas. Igualmente IUCN lo categoriza como de «Preocupación menor».
Se lo encuentra en varias áreas protegidas: en Bolivia en Amboro, Tariquia, y Aguarague; y en la Argentina en el Parque Nacional Baritú, y en el Parque Nacional Calilegua. En la Argentina fue citada repetidamente como Oreobates cruralis, una especie similar con la cual era confundida.

## Publicación original
- Peracca, 1895 : Viaggio del dottor Alfredo Borelli nella Repubblica Argentina e nel Paraguay. Bollettino dei Musei di Zoologia ed Anatomia Comparata della Universita di Torino, vol. 10, n. 195, pág. 1-32.[7]